# Vladimir Jurăscu
Vladimir Jurăscu (n. 24 aprilie 1927, Chișinău – d. 16 iunie 2020, Timișoara) a fost actor român de teatru și film.

## Biografie
Vladimir Jurăscu s-a născut pe 24 aprilie 1927, la Chișinău. Vladimir Jurăscu a interpretat roluri importante în marile teatre ale României, iar 45 de ani a fost actor al Teatrului din Timișoara, devenind, prin întreaga sa activitate, un reper în viața și în memoria culturală a orașului Timișoara. A fost un interpret prestigios al operei eminesciene.
Actorul Vladimir Jurăscu, a murit la 93 de ani.
În decursul timpului i s-au conferit medalia comemorativă „150 de ani de la nașterea lui Mihai Eminescu” (6 noiembrie 2000) și Ordinul național „Serviciul Credincios” în grad de cavaler (1 iunie 2002).

## Roluri în teatru
- Sile în „Mobilă și durere” de Teodor Mazilu
- Despot în „Despot vodă” după Vasile Alecsandri
- Hallmar în „Rața sălbatică” de Ibsen
- celebrul Bască din „Studiu osteologic...” de D.R. Popescu
- Marchizul în „Velasquez” de A.B. Vallejo
- Ferapont în „Trei surori” de Cehov
- Agamiță Dandanache în „O scrisoare pierdută” de I.L. Caragiale

## Filmografie selectivă
- Pe răspunderea mea (1956)
- Tunelul (1966)
- Columna (1968)
- Pe aici nu se trece (1975)
- Trenul vieții (1998)
- Italiencele (2004)
- Ulita spre Europa (2004)